# Sud profond

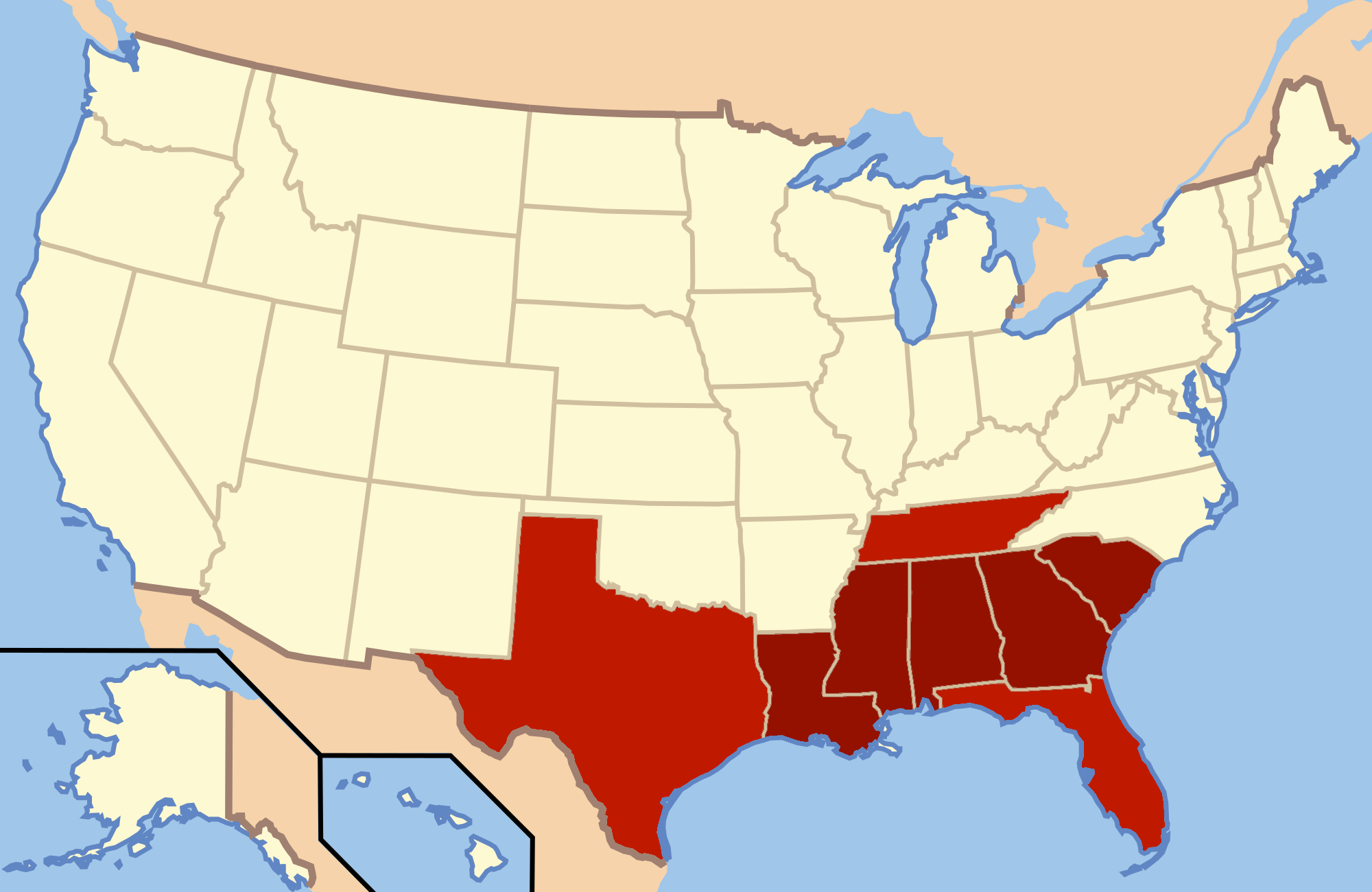
Les limites du Sud profond varient selon les sources : la région s'étend sur les cinq États en rouge foncé (cœur) et sur les zones limitrophes des États en rouge clair.

Le Sud profond (en anglais : the Deep South) est une région culturelle des États-Unis. Elle fait partie de la plus grande région du Sud des États-Unis. Situé au nord du golfe du Mexique, le Sud profond se distingue du « Vieux Sud », c'est-à-dire la partie méridionale des anciennes treize colonies.

## Définition
Les limites du Sud profond varient selon les sources : 
- le Sud profond désigne le plus souvent les anciens États confédérés de la guerre de Sécession : Caroline du Sud, Mississippi, Alabama, Géorgie, Louisiane, auxquels on ajoute parfois la Floride du nord, le Texas oriental et le Tennessee occidental ;
- selon le Dictionary of Cultural Literacy, le Sud profond regroupe les États de Géorgie, Floride, Alabama, Mississippi et Louisiane ;
- pour la Fondation nationale pour les sciences humaines, seuls l'Alabama, l'Arkansas, la Louisiane et le Mississippi font partie du Sud profond.

## Caractéristiques

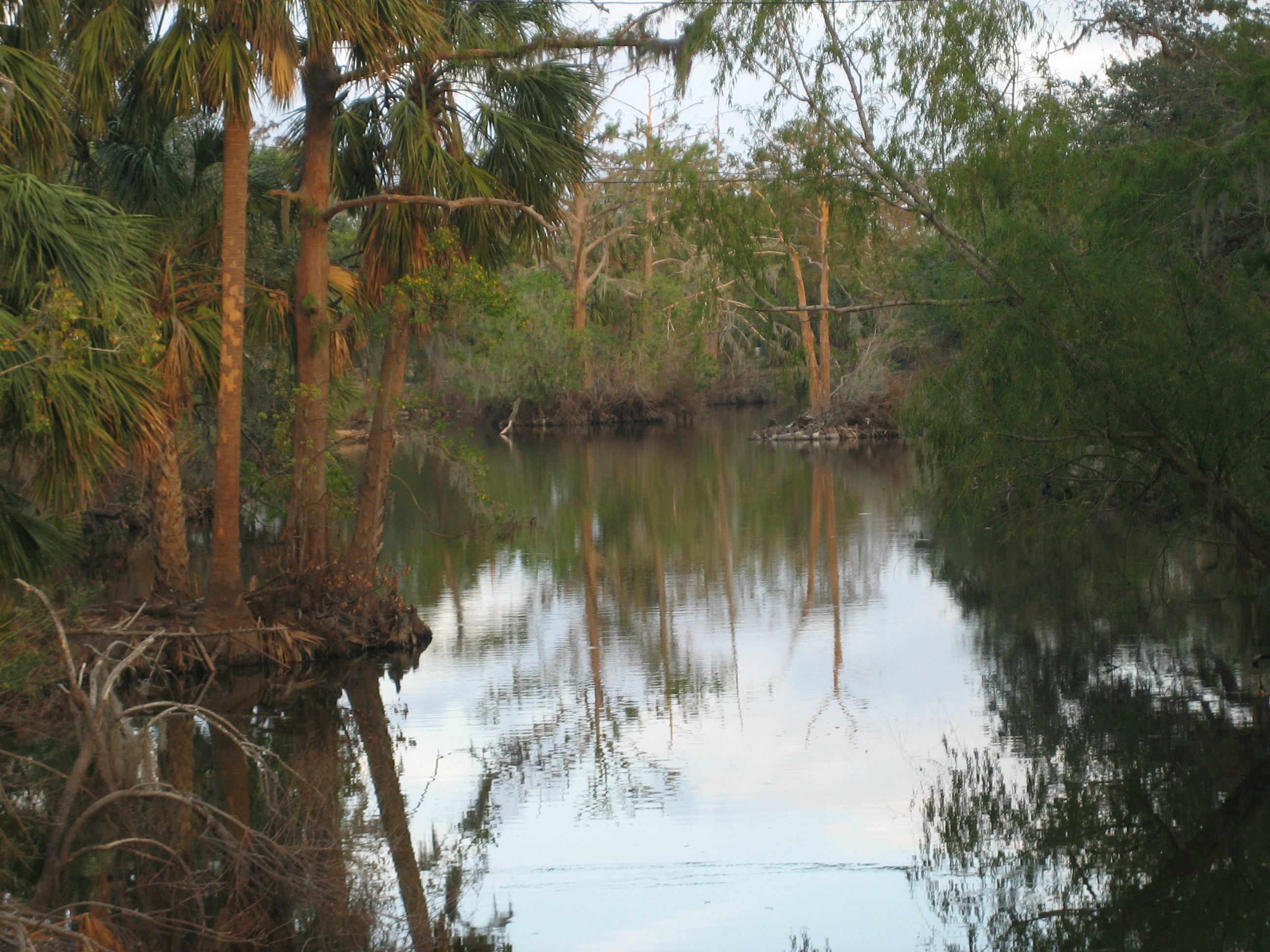
Paysage typique du sud profond : le bayou.

En 2007, le « cœur » du Sud profond (Alabama, Caroline du Sud, Géorgie, Louisiane et Mississippi, en rouge foncé dans la carte) comptait environ 25 millions d'habitants sur 302 millions d'Américains. La principale agglomération est Atlanta.
La part des Afro-américains est plus élevée que la moyenne nationale (cette région est au cœur de la Black Belt). Le fleuve le plus important est le Mississippi qui se jette dans le golfe du Mexique en formant un delta.
Le Sud profond se distingue par plusieurs caractéristiques : 
- l'esclavage des Noirs et l'économie de plantation au XIXe siècle ;
- le soutien au Parti démocrate au XIXe siècle ; le soutien au Parti républicain à partir des années 1960 et le revirement des démocrates sur la ségrégation raciale ;
- le berceau du jazz ;
- l'appartenance à la Confédération pendant la guerre civile ;
- la ségrégation raciale jusque dans les années 1960 ;
- un climat subtropical, avec le passage d'ouragans en été ;
- une végétation et une faune adaptée : alligator, bayou ;
- l'omniprésence de la religion, en particulier le christianisme évangélique ;
- une cuisine particulière, à base de crustacés (voir cuisine cadienne).

Certains groupes désirent aujourd'hui sauver le terme de sa connotation raciste en déclarant qu'ils souhaitent célébrer seulement les éléments qui peuvent être considérés positivement, telle que la « cavalerie », qui correspond à l'ensemble des valeurs martiales, agrariennes et courtoises des anciens planteurs. En effet, ceux-ci s'appelaient entre eux « cavalier » (en français dans le terme) avant la guerre de Sécession, ce qu'on pourrait traduire par gentilhomme ou chevalier. Les cavaliers ont des valeurs assez proches de celles revendiquées par la noblesse européenne ou des samouraïs japonais.

## Politique
L'électorat vote typiquement pour le Parti républicain depuis les années 1960 . Mais la région était un fief du Parti démocrate avant la prise du pouvoir par Lyndon Johnson et sa politique de fin de la discrimination raciale. Ces démocrates, populistes et conservateurs, étaient autrefois appelés dixiecrats. Pour la première fois depuis la guerre de Sécession, en 1976, un candidat issu du Sud profond, le démocrate Jimmy Carter, est élu président des États-Unis. Ces États sont parmi les plus conservateurs des États-Unis.

## Sports
Le Sud profond est connu[évasif] pour sa passion pour le football américain, en particulier pour le football américain universitaire et également pour les courses de NASCAR.[réf. nécessaire]